# Willie Becomes an Artist
Pour plus de détails, voir Fiche technique et Distribution.
Willie Becomes an Artist est un film muet américain réalisé par Mack Sennett, sorti en 1912.

## Fiche technique
- Titre : Willie Becomes an Artist
- Réalisation : Mack Sennett
- Scénario : William E. Wing
- Société de production : American Mutoscope and Biograph Company
- Société de distribution : General Film Company
- Pays : États-Unis
- Format : Noir et blanc - 1,33:1 - Format 35 mm
- Langue : film muet intertitres anglais
- Genre : Comédie
- Durée : ½ bobine
- Date de la sortie :  États-Unis 25 juillet 1912

## Distribution
- Edward Dillon : Willie (en tant qu'Eddie Dillon)
- Florence Lee : la fiancée de Willie
- William J. Butler : le père de Willie
- Kate Toncray : la mère de Willie
- Henry Lehrman : figuration (non crédité)
- Harry Hyde : figuraton au restaurant (non crédité)
- J. Jiquel Lanoe : un serveur (non crédité)
- Frank Opperman : figuration (non crédité)